# Huỳnh đàn gân đỏ
Dysoxylum rubrocostatum là một loài thực vật có hoa trong họ Meliaceae. Loài này được Pierre mô tả khoa học đầu tiên năm 1897.